# Thomas Louis Heylen
Ludovicus Heylen, O. Praem. (Kasterlee, 5 februari 1856 - Namen, 27 oktober 1941) was de 26ste bisschop van het Belgische bisdom Namen van 1899 tot bij zijn overlijden in 1941.

## Biografie
Heylen studeerde in het college van de paters jezuïeten te Turnhout. Nadien, in augustus 1875 trad hij in, bij de norbertijnen van Tongerlo. Hij nam het religieus habijt aan, en kreeg als kloosternaam: Thomas van Canterbury. Vanaf dat ogenblik ging hij door het leven als Thomas-Louis Heylen. Op 11 juni 1881 werd hij in Mechelen priester gewijd. Hij was intellectueel begaafd en werd naar de Gregoriaanse Universiteit in Rome gezonden, alwaar hij, in 1883, doctoraten in theologie en in canoniek recht behaalde.
In 1887 werd hij vicaris van de abt-generaal van de Brabantse circarie. Bovendien werd hij -van 1887 tot 1899- abt van de abdij van Tongerlo.
In 1888 richtte hij het Broederschap van de Mis Van Eerherstel op.
Een jaar later, in 1889, werd hij belast met de functie van vicaris-generaal van de Norbertijnen in België. Tijdens datzelfde jaar stichtte hij een premonstratenzerpriorij in Manchester (Groot-Brittannië).
In 1898 stichtte hij de apostolische prefectuur van Uélé (achteraf omgevormd tot apostolisch vicariaat van Buta). Daarenboven werd hij vicaris van de abt-generaal van Frankrijk.

## Bisschop van Namen
In september 1899 werd hij door paus Leo XIII aangeduid om Jean-Baptiste Decrolière op te volgen als bisschop van Namen en op 30 november volgde zijn wijding in de Sint-Aubankathedraal van het diocees. Thomas-Louis Heylen begon aldus een 42-jarig episcopaat: het langste dat men in het bisdom Namen heeft opgetekend.
Vanwege zijn toewijding werd hij in 1901 door paus Pius X uitgekozen om de internationale eucharistische congressen te organiseren. Hij haastte zich om er een in de stad Namen in te richten (1902). Dit congres was de start voor een pastorale heropflakkering in het bisdom: verscheidene apostolische werken zagen toen het levenslicht. Mgr. Heylen organiseerde nog zestien andere eucharistische congressen tussen 1904 en 1930, onder meer het congres van Lourdes in 1914.
Toen de antireligieuze wetten in Frankrijk (1902) verscheidene geestelijke orden dwongen om het land te verlaten, ontving Heylen in zijn bisdom een twintigtal mannelijke en zowat negentig vrouwelijke gemeenschappen. Dit liet hem onder meer toe om de abdij van Leffe (Dinant) weer in te richten met de uit Frigolet (Frankrijk) toegekomen norbertijnen. Na de Eerste Wereldoorlog keerden een aantal van hen terug naar hun vaderland, hetgeen ertoe leidde dat Heylen in 1929, beroep deed op zijn abdij van herkomst (Tongerlo) om paters te zenden, zodat de continuïteit in de Leffe verzekerd bleef.
Gedurende de Eerste Wereldoorlog, terwijl het bisdom zwaar leed onder het conflict dat er werd uitgevochten (in Dinant, Namen en aan de Semois), stond Heylen meermaals persoonlijk in voor de vrede van de Namense bevolking. Hij bezocht zoveel mogelijk zijn parochies om er de oorlogsslachtoffers te troosten en hulp te organiseren. In de bisschoppelijke vertrekken stelde hij een Bureau samen dat tot doel had opzoekingen te verrichten voor de hergroepering van gescheiden families.
Met de Duitse bezetter onderhield hij correcte, maar koele betrekkingen. Zijn houding van vastberadenheid en moed leverde hem na de oorlog vele onderscheidingen op.
Heylen was van geboorte Vlaming en Nederlandstalig. Niettemin was hij bij de Waalse en dus Franstalige bevolking geliefd. In de Sint-Aubankathedraal van Namen werd door de parochianen een bronzen standbeeld ter zijner nagedachtenis opgericht. Dit beeld werd in 1956 gemaakt door Charles Leplae.
Heylen was de grootoom van Hendrik Heylen (Weert, Bornem, 30 augustus 1912 - Mortsel, 14 juni 2000), die onderpastoor was van de Sint-Bavoparochie te Boechout van 1949 tot 1959, en pastoor was van de Sint-Benedictusparochie te Mortsel, van 1959 tot 1984.

## Wetenswaardigheid
- In de wijk Goor (Kasterlee) staat een gedenksteen waar het geboortehuis van Heylen stond: een boerderij die in 1906 geteisterd werd door brand.

- Bibliothèque nationale de France: cb149782157 (data)
- Gemeinsame Normdatei: 141311800
- International Standard Name Identifier: 0000 0000 7922 2159
- Library of Congress Control Number: n2013005491
- Nederlandse Thesaurus van Auteursnamen: 072149957
- Istituto Centrale per il Catalogo Unico: IEIV052245
- Système universitaire de documentation: 153578459
- Virtual International Authority File: 120909836
- WorldCat: E39PBJk4HKtH8pd7j9mrVgY3wC